# Arbejdsmarkedskommissionen
Arbejdsmarkedskommissionen var en kommission, der blev nedsat af Regeringen Anders Fogh Rasmussen III i december 2007. Den havde til formål at komme med forslag til, hvordan beskæftigelsen kunne øges i perioden frem mod 2015 og i de følgende år og hvordan man skulle undgå, at den årlige arbejdstid blandt de erhvervsaktive danskere ville falde. Forslagene skulle medvirke til at styrke de offentlige finanser og derved forbedre statens økonomiske handlemuligheder. 
Kommissionen tog udgangspunkt i en fastholdelse af den danske arbejdsmarkedsmodel, herunder også den danske aftalemodel.
Kommissionen fremlagde efter halvandet års arbejde sin slutrapport den 20. august 2009 og afsluttede dermed sit arbejde. Slutrapporten indeholdt 44 konkrete anbefalinger til at styrke de offentlige finanser gennem en øget arbejdsindsats. Blandt dens mest centrale anbefalinger var, at efterlønsordningen gradvis skulle afvikles, at dagpengeperioden blev afkortet fra fire til to år, og at Danmark skulle tiltrække mere udenlandsk arbejdskraft.
Kommissionen bestod af ni uafhængige sagkyndige: 
- Jørgen Søndergaard, direktør, SFI - Det Nationale Forskningscenter for Velfærd (formand)
- Eskil Wadensjö, professor, Stockholms Universitet
- Michael Svarer, professor, Aarhus Universitet
- Peder J. Pedersen, professor, Aarhus Universitet
- Vibeke Jensen, beskæftigelseschef, Århus Kommune
- Birgitte Hansen, direktør, Slotsholm A/S
- Ingelise Bogason, adm. direktør, Alectia A/S
- Gitte Elling, adm. direktør, Adecco A/S
- Hans Bach, direktør, Discus